# Elisabeth Feichtinger
Elisabeth Feichtinger (nascida a 24 de Setembro de 1987) é uma política austríaca do Partido Social-Democrata. É membro do Conselho Nacional desde 2021, tendo servido anteriormente de 2017 a 2019. De 2015 a 2021, desempenha funções como prefeita de Altmünster.